# But Here We Are
But Here We Are es el undécimo álbum de estudio de la banda estadounidense Foo Fighters. Fue lanzado el 2 de junio de 2023. Este fue su primer álbum de estudio desde la muerte en marzo de 2022 de su baterista Taylor Hawkins. El líder Dave Grohl interpretó y grabó la totalidad de las pistas de batería del álbum en ausencia de Hawkins. 
Se lanzaron cuatro sencillos, «Rescued», «Under You», «Show Me How» y «The Teacher». El baterista Josh Freese fue anunciado como el reemplazo de Hawkins para la gira después de su lanzamiento.

## Antecedentes
Mientras estaban de gira en apoyo de su décimo álbum de estudio Medicine at Midnight, los planes se cancelaron abruptamente después de que el baterista Taylor Hawkins muriera inesperadamente en la ciudad de Bogotá en marzo de 2022. La banda canceló todo lo planeado para el resto del año, en gran parte callando y dejando su futuro incierto. En diciembre de 2022, se emitió un comunicado que confirmaba que Foo Fighters continuaría, pero que "iban a ser una banda diferente en el futuro". Los rumores de un nuevo álbum surgieron en febrero de 2023, cuando el DJ de radio Chris Moyles en Radio X del Reino Unido mencionó casualmente un nuevo álbum que se lanzaría en marzo. Moyles luego se disculparía por hablar fuera de lugar sobre el tema, pero se negó a aclarar sus comentarios. El álbum se anunció oficialmente más tarde el 19 de abril de 2023, junto con su título oficial But Here We Are. El 21 de mayo, Josh Freese fue anunciado como el nuevo baterista de la banda. Freese hizo su debut en un concierto en vivo el 24 de mayo, donde la banda estrenó dos canciones más, «Nothing at All» y la canción principal del álbum. Otra canción, «Show Me How», fue lanzada el 25 de mayo y presenta a Dave Grohl armonizando con su hija Violet.

## Composición y temas
El álbum es la tercera colaboración con el productor Greg Kurstin, después de Medicine at Midnight (2021) y Concrete and Gold (2017). La banda describió el sonido del álbum como "canalizar sonoramente la ingenuidad del álbum debut de Foo Fighters en 1995, informado por décadas de madurez y profundidad" mientras exploraba líricamente "una respuesta brutalmente honesta y emocionalmente cruda a todo lo que Foo Fighters ha soportado recientemente. 10 canciones que abarcan toda la gama emocional, desde la ira y el dolor hasta la serenidad y la aceptación, y una miríada de puntos intermedios". El álbum también fue descrito como "el primer capítulo de la nueva vida de la banda". «Under You», lanzado como el segundo sencillo del álbum, ha sido descrito como punk melódico.

## Lanzamiento y promoción
El lanzamiento del álbum fue el 2 de junio de 2023. El primer sencillo, «Rescued», se lanzó al mismo tiempo que el anuncio del álbum el 19 de abril de 2023. Se han anunciado más de 25 shows en vivo en apoyo del álbum en America del Norte, Europa y Sudamérica.

## Recepción
But Here We Are recibió elogios de la crítica. En Metacritic, el álbum tiene una puntuación promedio de 86 sobre 100, lo que indica «aclamación universal» según 17 reseñas. Spin lo describió como «uno de los álbumes más fuertes de la carrera de la banda» y concluyó que «si no tienes un gran nudo en la garganta o se te pone la piel de gallina de pies a cabeza mientras escuchas But Here We Are, es posible que no tengas pulso». Kerrang! elogió el contenido emocional del álbum y señaló que «es un milagro no solo que se haya hecho, sino también que cuenta con las hipnóticas cualidades líricas y musicales que tiene. De alguna manera, Dave Grohl encontró una manera de envolver en palabras la enormidad de su dolor mientras rendido a sus propias circunstancias imposibles».

## Lista de canciones
| N.º | Título            | Duración |  |
| 1.  | «Rescued»         | 4:18     |  |
| 2.  | «Under You»       | 3:39     |  |
| 3.  | «Hearing Voices»  | 3:48     |  |
| 4.  | «But Here We Are» | 4:43     |  |
| 5.  | «The Glass»       | 3:49     |  |
| 6.  | «Nothing at All»  | 3:27     |  |
| 7.  | «Show Me How»     | 4:53     |  |
| 8.  | «Beyond Me»       | 3:54     |  |
| 9.  | «The Teacher»     | 10:04    |  |
| 10. | «Rest»            | 5:33     |  |

## Personal
Foo Fighters
- Dave Grohl – Voz principal, guitarra, batería
- Chris Shiflett – Guitarra, coros
- Pat Smear – Guitarra
- Nate Mendel – Bajo, coros
- Rami Jaffee – Teclados

Invitada
- Violet Grohl - voz en "Show Me How"

## Certificaciones y ventas
| País              | Certificación | Ventas |
| ----------------- | ------------- | ------ |
| Reino Unido (BPI) | Plata         | 60,000 |